# Muspilli
A Muspilli, magyarul talán „Világégés”, a Hildebrandslied mellett az egyetlen olyan hosszabb ófelnémet nyelvű költemény, amely az ősi germán alliteráló szóeleji „rímet” alkalmazza a vers ritmikai tagolására. Mindazonáltal persze már jóval a kereszténység korszakában jegyezték föl, ezért a régi verselési formát már nem alkalmazták következetesen és már szóvégi rímet is találni.

## Jellemzői
A bajor kutatók nagy része szerint a szöveg az első bajor nyelvemlék és óbajor nyelvű, míg más német kutatók szerint az ófelnémet nyelvű, hisz az óbajor az ófelnémet egy változata. A vita nyilvánvaló politikai dimenziói mellett megjegyzendő, hogy különösen az ófelnémet korszakban gyakorlatilag nem volt standardizált nyelvváltozat, esetlegesen csak törekvések erre. A mai német nyelvnek is vannak egymástól extrém mértékben eltérő változatai, de van egy mindenki által elismert írott nyelvi forma is, ami „egybentartja” a nyelvet. Ez ugyanakkor éppen a kora középkorban még nem adatott meg, ezért inkább követhető az óbajor-érvelés. 
A szöveg egy II. Lajos keleti frank király tulajdonát képező kézirat néhány üres lapjára és a lapszélekre lett feljegyezve 870-ben. Mind az eleje, mind a vége elveszett. Johann Andreas Schmeller fedezte fel 1817-ben, majd 1832-ben publikálta. A muspilli szó jelentése nem teljesen világos, a leginkább elfogadott nézet szerint „világégést” jelent, a szó ezenkívül szerepel még az ószász nyelvű Heliand-költeményben és az óészaki Edda-énekben.
A világégésről szóló költemény az első részben az ember sorsát tárgyalja a halál után, a másodikban Illés (Éliás) próféta küzdelméről számol be az Antikrisztussal és bemutatja az ítéletnapot. Kizárólag az ófelnémet nyelv tekintetében a muspilli szó hapax legomenon, azaz egy, csak egyetlenegyszer előforduló szó. Az értékelés ezért nehéz, de a legtöbb kutató abból indul ki, hogy a szó jelentése összefüggésbe hozható az északi mitológia Ragnarök-mondájával.

## Tartalma
Az angyalok és ördögök harcolnak a halottak lelkeiért (7). Hogy hová kerül a lélek a halál után, a pokol és a mennyország részletesebb leírása. (1–30. sor)
Éliás próféta és az antikrisztus küzdelme után eljön a világ vége (31–72). Mindenkinek meg kell jelenni, (36) és megkezdődik az Istenítélet. Éliás Isten oldalán küzd, az antikrisztus a sátánén. Ha Éliás vére a földre csöppen, megkezdődik a világ vége (50). Ezt követi egy fajta összegzés a helyes életről, különösen a megvesztegetések tekintetében (64–72). 
Az utolsó ítéletre megjelenik Jézus (73–103). Az égi sereg kivétel nélkül élőket és holtakat az ítéletszék elé visz (84), ahol senki nem rejtegethet semmit. (96). Akinek nincs bűne, vagy megbánta azt és vezeklett, nincs félnivalója (99). Krisztus keresztjét felmutatják. 

### A szöveg
A szöveg mai modern nyelvű fordítása 1929-ből:
Das hörte ich die weltlichen Rechtskundigen erzählen, dass der Antichrist mit Elias kämpfen werde. Der Verbrecher ist gewaffnet, es kommt zwischen ihnen zum Kampf. Die Kämpfer sind so mächtig, der Streitpunkt ist so bedeutsam. Elias kämpft um das ewige Leben, er will den Gerechten das Reich befestigen; deshalb wird ihm der helfen, der des Himmels waltet. Der Antichrist steht neben dem Erzfeinde, er steht bei dem Satanas, der ihn versenken wird. Darum wird er auf dem Kampfplatz verwundet hinstürzen und auf diesem (Waffen-) Gange sieglos werden. – Doch viele Geistliche glauben, dass Elias in diesem Kampfe getötet werde. Sobald das Blut des Elias auf den Boden tropft, dann geraten die Berge in Brand, nicht ein Baum bleibt auf der Erde stehen, die Wasser trocknen aus, das Moor versiegt, es schwellt in Lohe der Himmel, der Mond fällt herab, „Mittelgart“ verbrennt, kein Stein bleibt stehen. Dann kommt der Tag der Strafe ins Land, er kommt mit Feuer die Menschen aufzusuchen: da vermag kein Verwandter dem anderen vor dem „Muspille“ zu helfen. Wenn der breite (Feuer-) Regen alles in Brand setzt, und Feuer und Luft es (das All) ganz hinwegfegt, wo ist dann die Mark, da man immer mit seinen Verwandten stritt? Die Mark ist verbrannt, die Seele steht bezwungen, sie weiß nicht, womit sie es büßen soll – so fährt sie in die Hölle.

### Magyar fordításban
A világi jog ismerőit hallottam ezt mesélni, hogy az antikrisztus Éliással fog küzdeni. A bűnöző fegyverben van és elkezdenek küzdeni. A küzdők igen hatalmasok és a tét nagyon jelentős. Éliás az örök életért küzd, az igazak birodalmát akarja megerősíteni; ezért kap segítséget attól, aki a mennyek ura. Az antikrisztus az ősellenség oldalán áll, a sátán mellett áll, aki majd a süllyesztőbe hajítja. Ezért fog a küzdőtéren megsebesülve összeroskadni és ebben a küzdelemben veszíteni. – De nagyon sok egyházi személy úgy tartja, hogy a harcban Éliás is meg fog halni. Amint Éliás vére a földre csöppen, meggyulladnak a hegyek, és egyetlen fa sem marad állva, minden víz kiszárad, minden mocsár elapad, az ég lángokban áll, a hold leesik, „Mittelgart“ tűz martalékává válik, kő kövön nem marad. Ekkor elérkezik az ítélet napja az országba, tűzzel fogja keresni az embereket: egy rokon sem tudja majd megóvni a másikat a „Muspille“ elől. Ha a hatalmas (tűz-)eső minden megégetett és tűz és a szél (mindent) elsöpört, akkor a lélek ott áll kényszerítve, nem tudja mivel tehetné jóvá vétkeit – és a pokolba megy.

### A szöveg
- Wilhelm Braune, Ernst A. Ebbinhaus (Bearb.): Althochdeutsches Lesebuch, 17. kiadás Tübingen 1994, Nummer XXX., 86–89. oldal